# Neocyamus physeteris
A Neocyamus physeteris a felsőbbrendű rákok (Malacostraca) osztályának a felemáslábú rákok (Amphipoda) rendjébe, ezen belül a bálnatetűfélék (Cyamidae) családjába tartozó faj.
Nemének egyetlen faja.

## Tudnivalók
A Neocyamus physeteris nevű bálnatetű-faj, kizárólag az Azori-szigetek környékén élő nagy ámbráscet (Physeter macrocephalus) nőstények és borjak bőrén élősködik.